# Bezirk Kamenitz an der Linde
Der Bezirk Kamenitz an der Linde (tschechisch Okresní hejtmanství Kamenice nad Lipou) war ein Politischer Bezirk im Königreich Böhmen. Der Bezirk umfasste Gebiete in Südböhmen im heutigen Kraj Vysočina (Okres Pelhřimov). Sitz der Bezirkshauptmannschaft war die Stadt Kamenitz an der Linde (Kamenice nad Lipou). Das Gebiet gehörte seit 1918 zur neu gegründeten Tschechoslowakei und ist seit 1993 Teil Tschechiens.

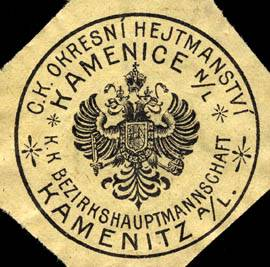
Siegelmarke Okresní hejtmanství Kamenice / Bezirkshauptmannschaft Kamenitz

## Geschichte
Die modernen, politischen Bezirke der Habsburgermonarchie wurden 1868 im Zuge der Trennung der politischen von der judikativen Verwaltung geschaffen.
Das Gebiet des späteren Bezirk Kamenitz an der Linde gehörte zunächst zum Bezirk Pilgrams, der 1868 aus den Gerichtsbezirken Patzau (tschechisch soudní okres Pacov), Pilgrams (Pelhřimov), Kamenitz (Kamenice) und Počatek ( Počatky ) gebildet wurde.
Per 1. April 1905 wurden die Gerichtsbezirke Kamenitz und Počatek aus dem Bezirk Pilgrams ausgeschieden und zum Bezirk Kamenitz an der Linde zusammengeschlossen.
Im Bezirk Kamenitz an der Linde lebten nach der Volkszählung 1900 bzw. dem Gebietsstand von 1905 35.729 Menschen, die auf einer Fläche von 453,23 km² bzw. in 57 Gemeinden lebten.
Der Bezirk umfasste 1910 eine Fläche von 453,22 km² und beherbergte eine Bevölkerung von 36.171 Personen. Von den Einwohnern hatten 1910 36.113 Tschechisch und acht Deutsch als Umgangssprache angegeben. Weiters lebten im Bezirk und 50 Anderssprachige oder Staatsfremde. Zum Bezirk gehörten zwei Gerichtsbezirke mit insgesamt 60 Gemeinden bzw. 71 Katastralgemeinden.